# 阿古和彦
阿古 和彦（あこ かずひこ、1958年〈昭和33年〉11月1日 - ）は、日本の政治家。奈良県葛城市長（3期）。元葛城市議会議員、元當麻町議会議員。

## 来歴
奈良県當麻村（現・葛城市竹内）出身。1977年（昭和52年）3月、奈良県立畝傍高等学校卒業。1981年（昭和56年）3月、信州大学工学部卒業。1992年（平成4年）、阿古薬品株式会社の設立とともに同社の代表取締役に就任。
2001年（平成13年）、當麻町議会議員に就任。
2004年（平成16年）10月1日、 當麻町は新庄町と合併して廃止。葛城市が誕生する。以後、葛城市議会議員として職務を果たす。
2016年（平成28年）10月23日に行われた葛城市長選挙に出馬。自民党・公明党推薦の現職の山下和弥を破り初当選した。10月31日、市長就任。
2020年（令和2年）10月25日に行われた市長選挙で再選。
2024年（令和6年）10月27日に行われた市長選挙で3選。